# Ubi Periculum
Ubi Periculum è la costituzione apostolica che fu promulgata il 16 luglio 1274, durante il secondo Concilio di Lione, da papa Gregorio X, documento che istituisce ufficialmente il conclave per l'elezione dei papi, stabilendo anche altre precise norme, molte delle quali sono tuttora in vigore.

## Origine

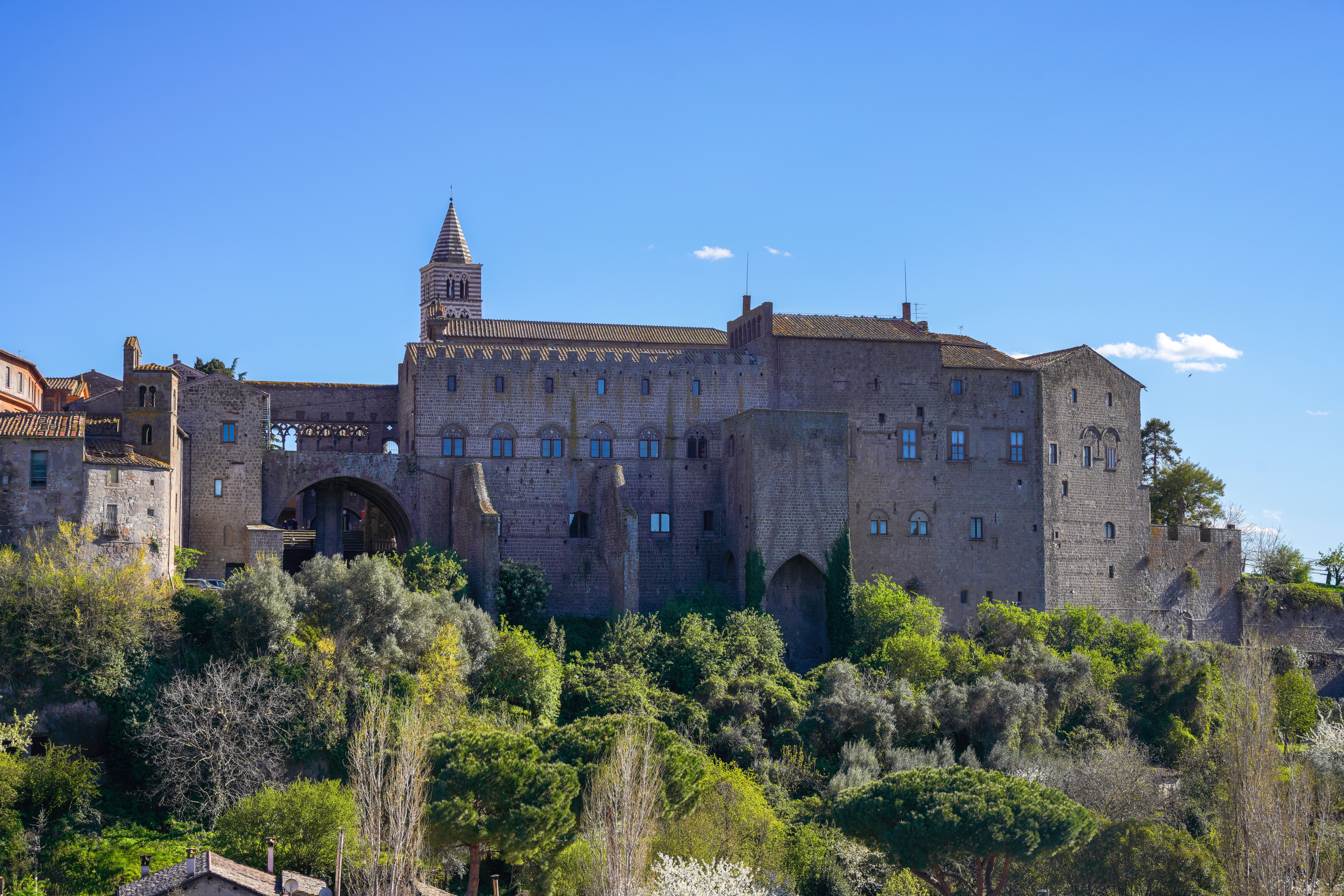
Il Palazzo dei Papi di Viterbo

Il termine "conclave" deriva dal latino cum clave ed è riferito al fatto che, durante l'elezione papale del 1268-1271 che portò all'elezione di papa Gregorio X, i cardinali vennero letteralmente "chiusi a chiave" nel Palazzo dei Papi di Viterbo dove erano riuniti. In realtà la prima elezione papale nella quale i cardinali si ritirarono in un luogo segreto, senza alcun contatto con l'esterno fu quella di papa Gelasio II nel 1118, a causa del difficile clima esistente in Roma durante la lotta per le investiture; anche in altre elezioni papali vi furono episodi simili, come in quella del 1241 quando, dopo la morte di papa Gregorio IX, i cardinali furono obbligati dal senatore di Roma Matteo Rubeo Orsini a non uscire dal Settizonio.
Il conclave vero e proprio ebbe però inizio con questo documento pontificio di papa Gregorio X. La costituzione venne promulgata sull'onda dell'esperienza dell'elezione dello stesso Gregorio a successore di papa Clemente IV: come era tradizione in quegli anni, i 19 cardinali si riunirono nella cattedrale della città dove era deceduto il precedente pontefice, Viterbo appunto, ma non riuscirono a trovare un accordo e, nonostante le sollecitazioni provenienti da diversi sovrani, tra cui soprattutto Filippo III di Francia e Carlo I d'Angiò, l'elezione papale andò avanti inutilmente per oltre 19 mesi.
I cittadini viterbesi, su sollecitazione di Bonaventura da Bagnoregio, decisero di segregare i cardinali nella grande sala del Palazzo dei Papi, senza peraltro che questo gesto producesse alcun risultato. L'attesa provocò dopo pochi giorni un'ulteriore reazione del popolo: il palazzo venne scoperchiato ed ai cardinali venne sensibilmente ridotto il vitto. L’elezione papale andò avanti fino al 1º settembre 1271, quando, dopo quasi tre anni di sede vacante, veniva eletto pontefice, con il nome di Gregorio X, Tedaldo Visconti, che all'epoca non era nemmeno prete avendo solo gli ordini minori, e che, vista la bontà della "segregazione" dei cardinali elettori, tre anni più tardi promulgherà questa costituzione.

## Vicissitudini
La vita della Ubi Periculum non fu peraltro facile: già nel conclave del luglio 1276 i cardinali si mostrarono insofferenti delle costrizioni alle quali dovevano sottostare. Per la verità, in quell'occasione essi subirono vere e proprie angherie ad opera del "custode del Conclave", Carlo I d'Angiò, che voleva costringerli ad eleggere un papa a lui gradito. Venne invece eletto Ottobono Fieschi, che prese il nome di Adriano V e che, benché fosse molto malato (morirà dopo soli 39 giorni di pontificato), fece in tempo a "sospendere" le norme della costituzione.
Il suo successore, papa Giovanni XXI, arriverà addirittura ad abrogare la Ubi Periculum alla fine di quel lungo 1276, l'anno dei "4 papi": sarà papa Celestino V a ripristinare, nel 1294, la costituzione, che verrà poi inserita integralmente nel Liber Sextus del codice di diritto canonico da papa Bonifacio VIII nel 1298.

## Le norme

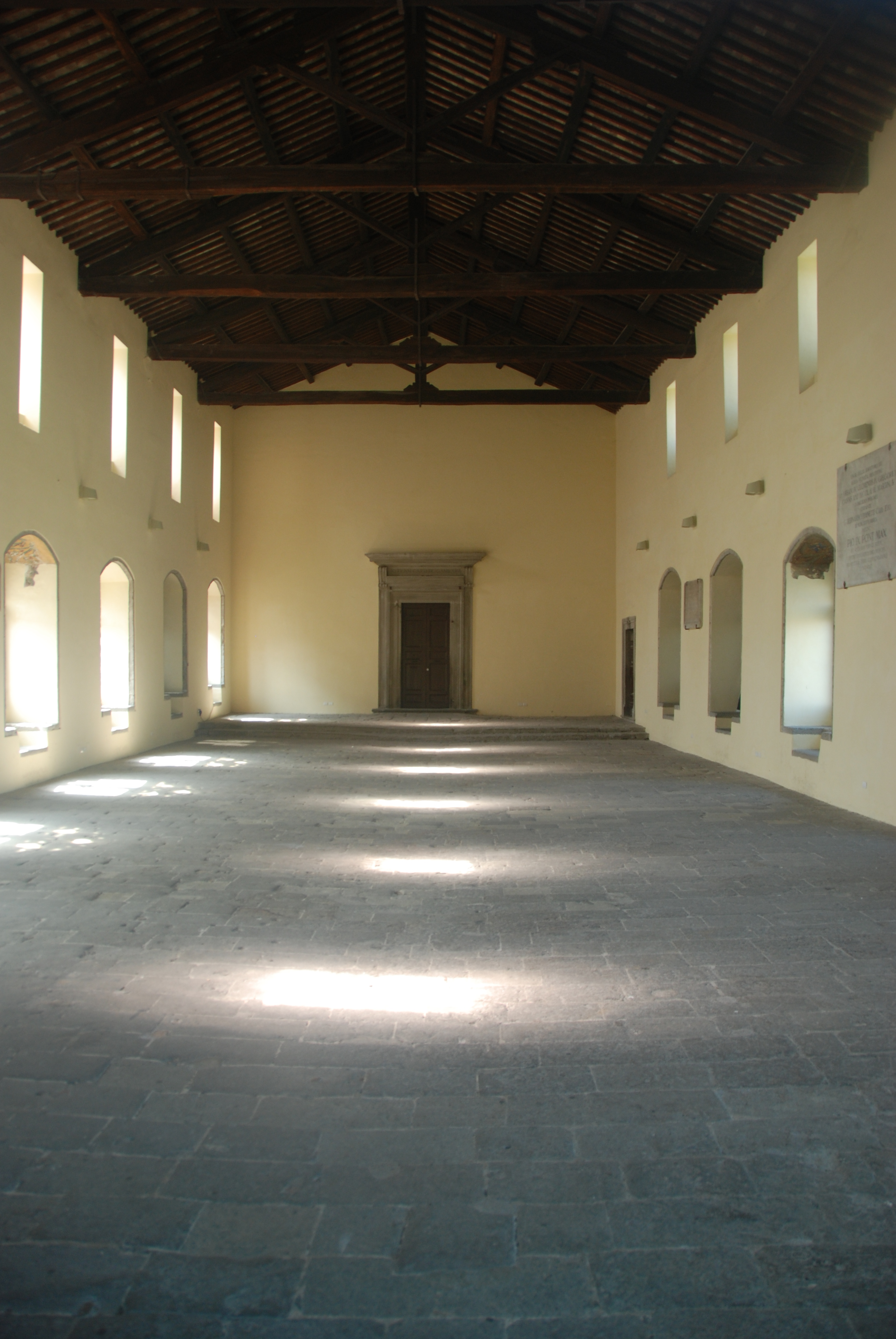
La sala del conclave del Palazzo dei Papi di Viterbo

La costituzione stabilisce norme molto rigide sullo svolgimento del conclave:
- I cardinali devono riunirsi, ciascuno con un solo accompagnatore, dieci giorni dopo la morte del papa nello stesso palazzo dove è avvenuto il decesso.
- Tutti devono abitare in una sala comune, senza alcun contatto con l'esterno.
- L'invio di scritti ai cardinali è severamente vietato, pena la scomunica.
- Viste le esperienze precedenti, il documento prescrive anche norme ben precise sull'alimentazione dei cardinali: dopo che siano trascorsi inutilmente tre giorni, i cardinali avranno diritto ad una sola pietanza per pasto e, trascorsi inutilmente anche ulteriori cinque giorni, la dieta sarà limitata a soli pane, vino ed acqua.
- Inoltre, durante la Sede vacante tutti i proventi ecclesiastici spettanti ai cardinali saranno trattenuti dal camerlengo per essere poi messi a disposizione del nuovo pontefice.

Probabilmente anche a causa di queste rigide norme, i conclavi successivi furono piuttosto rapidi: soprattutto il primo, che elesse al soglio pontificio papa Innocenzo V nel gennaio 1276, durò un solo giorno.
Tutte le principali norme di questa "costituzione" vennero poi confermate dalla Universi Dominici Gregis, promulgata da papa Giovanni Paolo II nel 1996, che modernizzò la procedura, precisandone meglio le regole.